# Fred Phelps

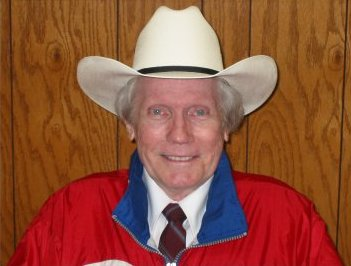
Fred Phelps

Fred Waldron Phelps (Meridian (Mississippi), 13 november 1929 – Topeka, 19 maart 2014) was een Amerikaanse predikant. Hij was de leider van de omstreden Westboro Baptist Church (WBC) in Topeka (Kansas), een onafhankelijke baptistenkerk met een sterke fundamentalistische inslag. Phelps en zijn kerk staan bekend om hun zeer negatieve opvattingen over onder meer homoseksuelen, Joden en rooms-katholieken.

## Levensloop
Phelps werd geboren als zoon van een methodistische spoorwegagent en een huisvrouw. Zijn zus, Martha-Jean, was een jaar jonger dan hij. Phelps' moeder stierf aan kanker toen haar zoon vijf jaar oud was. 
In de zomer van 1946 begonnen Phelps en zijn vriend John Capron een interesse te ontwikkelen voor het protestantse geloof. Volgens vrienden raakten ze geobsedeerd door hun godsdienst en hadden ze een hekel aan iedereen die andersdenkend was. Fred Phelps reisde naar South Carolina en Canada om theologie te bestuderen, maar hij haakte in beide gevallen af. Hij vestigde zich in Californië. In die periode probeerde hij ook met een aantal evangelisten om mormonen in Utah te bekeren, zonder succes. In Californië pakte hij zijn studie theologie weer op, en kreeg hij nationaal de aandacht voor zijn pogingen om op straat zoenen binnen de bebouwde kom te verbieden. Nadat hij door woedende studenten van de campus was gejaagd en een politieagent had aangevallen, verhuisde Phelps naar Tucson in Arizona, waar hij trouwde met een dienstmeid in mei 1952. Voor een korte periode leidde hij in Tucson een kerk, totdat hij tijdens een preek een baby in het gezicht sloeg en voorstelde om een vrouw die overspel had gepleegd officieel tot de hel gedoemd te verklaren. 
Als gevolg van zijn ongenuanceerde uitspraken werd hij uit zijn functie ontzet en vertrok hij in 1955 naar Topeka in Kansas, waar hij de Westboro Baptist Church (WBC) oprichtte. Phelps was ondertussen afgestudeerd als advocaat en was betrokken bij een aantal zaken waarbij hij de burgerrechten van Afro-Amerikanen verdedigde. In de jaren die volgden, pleegde een aantal van zijn negen kinderen misdaden, waaronder mishandeling, bedreiging en afpersing. Phelps wist rechtszaken te voorkomen door in ruil voor geen verdere vervolging zich uit zijn beroep als advocaat te laten zetten. De laatste jaren werden Phelps en de andere Westboro-kerkleden bekend vanwege hun uitspraken over homoseksualiteit, in hun ogen de allergrootste zonde. Zo droegen zij borden bij de begrafenis van Matthew Shepard (vanwege zijn homoseksualiteit in 1998 vermoord), waarin zij deze naar de hel verwensten. Ook vaardigen de kerkleden na rampen of grote ongelukken een verklaring uit, waarin staat dat zij het aantal doden toejuichen als de straf van God.

## Overlijden
Op 16 maart 2014 maakte zijn zoon Nathan bekend dat Phelps op sterven lag. Volgens hem was zijn vader in augustus 2013 uit de kerk gezet omdat hij een zachtere aanpak binnen de kerk voorstond. Hij zou vervolgens verhuisd zijn en vrijwel gestopt zijn met eten en drinken. Op 19 maart 2014 stierf Phelps na een (kortstondig) ziekbed. 